# Els De Temmerman
Els De Temmerman (Oudenaarde, 10 februari 1962) is een Vlaamse journaliste. Ze is gehuwd met de politicus Johan Van Hecke.

## Levensloop
Na haar middelbare school (Latijn-wetenschappen) ging ze op de KULAK van start met een opleiding Germaanse filologie. Ze voltooide deze opleiding in Leuven (Katholieke Universiteit Leuven) in 1984.
Voor ze aan haar journalistencarrière begon, gaf ze les aan de Feng Chia Universiteit, Taichung, China en was ze medewerkster van Artsen zonder grenzen in Soedan. Sinds 1988 ging ze aan de slag als journaliste en correspondente bij zowel Nederlandse als Vlaamse media. Hierbij waren onder andere Het Volk, Wereldwijd, De Volkskrant, de toenmalige BRTN, VTM en De Morgen. Ze was vooral gepassioneerd door Afrika en was dan ook dé Afrikacorrespondente bij uitstek.
Op 26 mei 1994 won De Temmerman de Dick Scherpenzeelprijs 1993 vanwege haar artikelen die ze schreef over diverse onderwerpen in Afrika, met name over Somalië. De prijs, een oorkonde en vijfduizend gulden, is vernoemd naar de journalist Dick Scherpenzeel, die in de jaren zestig als een van de eersten de ontwikkelingsproblematiek beschreef. 
In 1994 was De Temmerman in Rwanda aanwezig gedurende de genocide. Tijdens de burgeroorlog in Oeganda, waar ze in 1998 was voor De Morgen, werd ze geconfronteerd met de ontvoeringen van kinderen. Hierover schreef ze een boek, De meisjes van Aboke. In 2000 zette ze het journalistenbestaan aan de kant en opende ze in Oeganda een centrum voor kindsoldaten. Het centrum ging eind 2006 dicht, omdat er verregaande vredesgesprekken bezig waren in het land. Els De Temmerman werd in 2006 hoofdredactrice van de Oegandese krant New Vision. Ze aanvaardde het aanbod, omdat ze de garanties kreeg een onafhankelijke koers te kunnen varen. Ze nam ontslag in 2008 omdat die garanties in de praktijk tegenvielen. 

Het eerste jaar kon ik doen wat ik wilde, maar de jongste maanden nam de druk toe. De onafhankelijkheid was niet langer gegarandeerd en de druk bleef maar toenemen. Ik moest mijn principes volgen en de knoop doorhakken.
— Els De Temmerman (24 oktober 2008).

In 2010 ontving ze van de Verenigde Naties de opdracht een opvangcentrum voor kindsoldaten op te richten in Noordoost-Congo, dat ze in 2013 zelf opende. In 2012 begon ze met The New Nation, een nieuwe krant in Zuid-Soedan.

## De meisjes van Aboke
De Temmermans bekendste boek handelt over de ontvoering van 139 meisjes op 9 oktober 1996. Ze werden ontvoerd uit een eliteschool in Noord-Oeganda. De onderdirectrice, zuster Rachele, gaat de ontvoerders achterna en is bereid haar leven te schenken voor dat van de kinderen. Op die manier kan ze ruim 100 kinderen vrij krijgen. Het boek vertelt de kruistocht van de zuster langs Bill Clinton, Nelson Mandela, de paus en het Europees Parlement. Tot op heden zijn nog steeds 7 meisjes vermist, van wie er 4 vermoord zijn.
Het boek is vertaald in het Engels, Frans, Italiaans en Spaans. In 2005 werd het contract ondertekend voor de verfilming van het boek.
In 2007 verscheen een vervolg op het boek, getiteld En toen moest ik mijn broer doodbijten.

## Opleidingen en werkzaamheden
Opleidingen:
- SO Latijn-wetenschappen
- licentiaat Germaanse filologie

Werkzaamheden:
- Ontwikkelingswerkster Soedan (1987-1988),
- Journaliste Het Volk (1988-1991)
- Journaliste Wereldwijd (1991-1992)
- Correspondente de Volkskrant, BRTN (1992-1997)
- Correspondente VTM, De Morgen (1997-1998)
- Oprichtster vzw Kindsoldaten (2000-2006)[9]
- Hoofdredactrice New Vision (Oeganda) (2006-2008)
- Oprichtster The New Nation (Zuid-Soedan) (2012)
- Oprichtster Elikya, rehabilitatiecentrum voor gewezen kindsoldaten (Dungu, Noordoost-Congo) (2013)

## Privé
In 1996 ging ze een relatie aan en daarna trouwde ze met Johan Van Hecke, die zich verplicht zag ontslag te nemen als voorzitter van de CVP.
In 2008 werd ze, samen met Johan Van Hecke, eigenaar van hotel Cassia Lodge in Oeganda. Op 7 juli 2011 beviel ze van een tweeling (twee dochters).. De bevalling werd uitgevoerd door toenmalig sp.a-senator en arts Marleen Temmerman. In 2018 verkochten Els en Johan Cassia Lodge, waarna Els een nieuw resort bouwde genaamd Kaazi Beach Resort, dat in 2019 de deuren opende.

## Publicaties
- De Hoorn van waanzin, Davidsfonds: Leuven, 1992
- De doden zijn niet dood, Scoop: Gent, 1994
- Afrika, continent in beweging, Icarus: s.l., 1997
- De meisjes van Aboke, Globe: s.l., 1999
- En toen moest ik mijn broer doodbijten, Houtekiet: Antwerpen, Amsterdam 2007